# 大山町営巡回バス

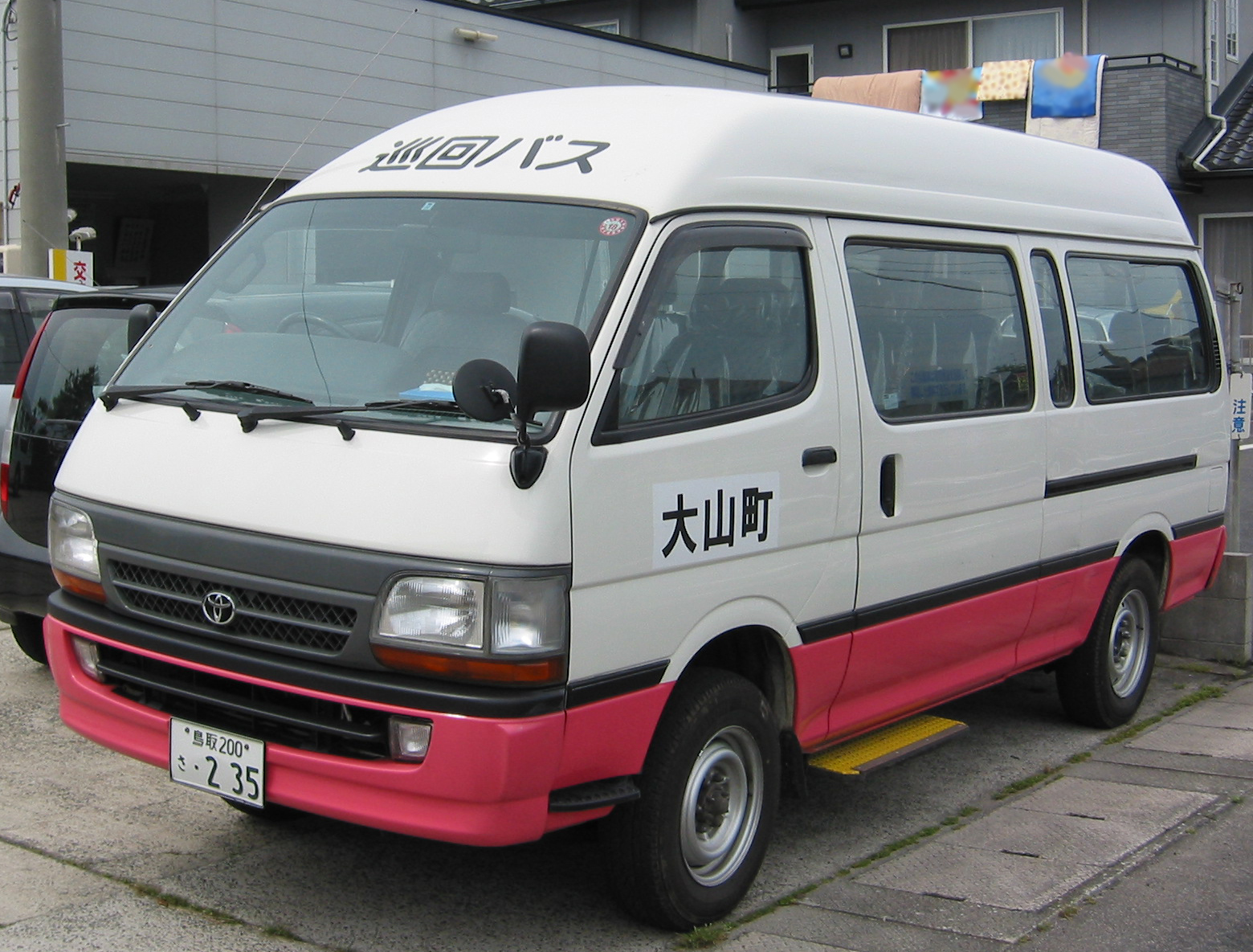
名和地区巡回バスの車両（2006年6月）

大山町営巡回バス（だいせんちょうえいじゅんかいバス）は、鳥取県西伯郡大山町が運行していた自治体バス（廃止代替バス）。自家用自動車（白ナンバー）による有償運送路線で、運行業務は名和地区が日興タクシー、中山地区が中山タクシーへ委託されていた。
電気自動車（日産・リーフ）による予約制乗合タクシー「スマイル大山号」の運行開始に伴い、2012年4月2日に廃止された。

## 概要
- 運賃は全線均一で、大人、小学生、障害者等は200円、幼児は無料。
- 専用回数券が販売されていた。
  - 2,000円券（200円券の11枚綴り）、6,000円券（200円券の35枚綴り）、8,000円券（200円券の50枚綴り）
  - 2008年3月31日まで名和地区で発売していた旧回数券（1,000円券（100円券の11枚綴り）、3,000円券（100円券の35枚綴り）、5,000円券（100円券の70枚綴り））は、2枚使用するか、差額を支払うことで引き続き使用可能。
- なお、他社の一般路線の乗車券類は使用できない。
- 日曜日・祝日及び12月29日 - 1月3日は運休。

## 歴史
- 2004年3月1日 日本交通が運行していた名和町の御来屋駅 - 新高田線が3月31日限りで廃止されることになったため、名和巡回バスとして運行を開始。
- 2005年3月28日 市町村合併に伴い、大山町営名和巡回バスへ改称。
- 2007年
  - 4月1日 日ノ丸自動車が大山町中山地区の2路線を廃止したことに伴い、中山地区で巡回バスの無料試験運行を開始（スクールバスの間合い運用）。
  - 7月2日 中山地区のコースを一部変更し、前谷で名和地区・中山地区の相互接続が可能になる。
  - 9月1日 名和地区のコースを一部変更。
- 2008年4月1日 中山地区の本格運行を開始、同時に有料化（200円）。また、名和地区の運賃を値上げ（100円→200円）[1]。
- 2012年4月2日 電気自動車（日産・リーフ）による予約制乗合タクシー「スマイル大山号」の運行開始に伴い、巡回バスを廃止[2][3][4][5]。

## 運行受託事業者
- 日興タクシー本社営業所
  - 鳥取県西伯郡大山町西坪565番地8
    - 運行担当：名和地区
- 中山タクシー
  - 鳥取県西伯郡大山町上市281番地7
    - 運行担当：中山地区

## 路線
（停留所名）は一部の便のみ停車。＜停留所名/停留所名＞はどちらかを経由。

### 名和地区巡回バス
日興タクシーに運行を委託。
- 名和・庄内線
  - 御来屋駅 - 名和公民館 - 保健福祉センターなわ - 新坪田 - 旧奈和 - 上大山 - 新高田 - 押平 - 富長 - 名和公民館 - 御来屋駅
    - 上記は右回り。左回りは文末方向から順番にとまる。
- 光徳・御来屋線
  - （御来屋駅 → 名和公民館 → 保健福祉センターなわ → 新坪田 →） 名和公民館 → 御来屋駅 → 上坪 → 小竹公民館 → 前谷 → 下坪 → 御来屋駅 → 名和公民館 （→ 保健福祉センターなわ → 新坪田 → 名和公民館）
    - 左回りのみ運行。前谷（日本交通の同名停留所とは異なる）で中山地区巡回バス前谷・高橋線に接続。

### 中山地区巡回バス
中山タクシーに運行を委託。
- 羽田井・金屋線
  - 下市駅 - 赤坂 - （坂ノ上） - 中山口駅 - ＜温泉館/石井垣＞ - 羽田井
  - 国道9号での折り返しの都合上、坂ノ上（琴浦町）へ乗り入れ、坂ノ上から300m南の坂ノ上南口で琴浦町営バス上中村線（日ノ丸自動車に運行委託）に接続。
- 前谷・高橋線
  - 前谷 - 下市駅 - 赤坂 - 中山口駅  - 温泉館 - 高橋 - 下市駅 - 前谷
    - 上記は右回り。左回りは文末方向から順番にとまる。
    - 前谷（日本交通の同名停留所とは異なる）で名和地区巡回バス光徳・御来屋線に接続。

## 運行車両
トヨタ・ハイエース2台が使用され、名和地区・中山地区を各1台で運行していた。